# August Wilhelm Fehling
August Wilhelm Fehling (* 17. März 1896 in Hamburg; † 11. September 1964 in Klappholttal) war ein Kurator der Universität Kiel und Ministerialrat.

## Leben und beruflicher Werdegang
Der Vater August Wilhelm Fehlings namens Wilhelm Fehling (* 20. Februar 1865 in Lübeck; † 26. Februar 1906 in Berlin) stammte aus der Familie Fehling. Die Mutter Luisita, geborene Schierenberg (* 16. Juni 1871 in Puerto Cabello; † 17. Juni 1934 in Güstrow) gehörte einem Hamburger Patriziergeschlecht an. Einer seiner Vetter zweiten Grades war der Regisseur Jürgen Fehling.
Nach dem Besuch einer Vorschule in seiner Geburtsstadt wechselte Fehling auf das Fridericianum Schwerin. 1910 trat er in den Wandervogel ein. Nach dem Abitur 1914 diente er ab August desselben Jahres als Kriegsfreiwilliger. 1916 zum Leutnant der Reserve befördert, war er in verschiedenen Funktionen tätig. Nach dem Ende des Ersten Weltkriegs studierte er Geschichte, Germanistik und Philosophie an der Universität Rostock und der Universität Berlin. Während der Studienzeit engagierte er sich in der Deutschen Akademischen Freischar. Die Promotion 1922 über den Frühsozialismus in Rostock beendete er mit „summa cum laude“.
Nach Studienende bekam Fehling Ende 1922 eine Stelle als wissenschaftlicher Mitarbeiter bei der Berliner Zentralstelle für Erforschung der Kriegsursachen. Von 1923 bis zum Ende des Zweiten Weltkriegs arbeitete er als Referent für die Notgemeinschaft der deutschen Wissenschaft. Zu seinen Sachgebieten gehörten Stipendien, Forschungsreisen und Ausgrabungen. 1924 kamen die Auslandsbeziehungen hinzu. Nachdem der Präsidenten Friedrich Schmidt-Ott 1934 die Notgemeinschaft hatte verlassen müsste, musste Fehling seine Sachreferate abgeben. Eine Stelle als Haushaltsreferent bekam er 1937 wieder.
Neben der Arbeit in der Notgemeinschaft vertrat Fehling von 1924 bis 1936 die Rockefeller Foundation im Deutschen Reich. Dabei beschäftigte er sich unter anderem mit der Auswahl der Stipendiaten und den förderwürdigen Projekte. 1924, 1927 und 1924 unternahm er längere Studienreisen in die USA. Von 1927 bis 1939 führte er auch die Geschäfte der deutschen Cecil-Rhodes-Stiftung und betreute deren Vergabe von Stipendien für die Universität Oxford.
Während des Zweiten Weltkriegs leistete Fehling von 1939 bis 1945 Kriegsdienst als Major und später Regimentskommandeur, u. a. war er ab 15. Dezember 1944 mit der Führung des schweren Werfer-Regiments 23 bei der Volks-Werfer-Brigade 19 beauftragt. Er verbrachte vier Monate in amerikanischer Kriegsgefangenschaft und arbeitete danach für kurze Zeit beim Rendsburger Landesarbeitsamt. Im Dezember 1945 übertrug ihm Oberpräsident Theodor Steltzer die Leitung der Abteilung Wissenschaft im Amt für Volksbildung, aus dem später das schleswig-holsteinische Kultusministerium hervorging. Die Empfehlung für diese Personalentscheidung hatte Wilhelm Gülich gegeben. Fehling übernahm gleichzeitig die Position des stellvertretenden Kurators der Kieler Universität, dessen Führung formal zunächst der Oberpräsident, später der Kultusminister innehatte.
1946 begann Fehling eine Beamtenlaufbahn als Oberregierungsrat und wurde 1949 zum Regierungsdirektor befördert. 1953 zum Ministerialrat ernannt, wurde er 1958 zum Kurator befördert. Am 31. Januar 1961 ging er in Pension.

## Wirken an der Kieler Universität
Während seiner Zeit in Kiel beschäftigte sich Fehling insbesondere mit dem materiellen und personellen Neuaufbau der Bildungseinrichtung, die aufgrund des Krieges zu mehr als 60 Prozent zerstört war. Außerdem musste er die ständig wachsenden Ansprüche von Forschung und Lehre erfüllen, bei denen die Interessen der verschiedenen Institute und Lehrstühle oftmals Konflikte hervorriefen. Dies machte seinen höchsten persönlichen Einsatz erforderlich und erforderte Improvisationsfähigkeit und äußerste Sparsamkeit.
Fehrling musste sich selbst um kleinste Details selbst kümmern. Nachdem die größten anfänglichen Schwierigkeiten behoben waren, entwarf er gemeinsam mit der Universität ein Programm für den zukünftigen Aus- und Aufbau der Einrichtung und stimmte die Konzepte mit überregionalen Plänen ab. Dabei beteiligte er sich als Vertreter Schleswig-Holsteins intensiv am Abschluss des Königsteiner Staatsabkommens und des Wissenschaftsrates und deren Umsetzung.

## Wirken in der überregionalen Bildungspolitik
Neben der Arbeit an der Kieler Universität, die seine Hauptaufgabe darstellte, bemühte sich Fehling um Kooperationen mit anderen Bundesländern, der Bundesregierung und schnell auch auf internationaler Ebene.
1946 gehörte Fehling einer Fünferkommission der Britischen Besatzungszone an, die neue Hochschulsatzungen erarbeiten sollte. In den ersten Jahren nach dem Krieg beteiligte er sich an gemeinsamen Tagungen von Rektoren und Kultusministerien und bereitete die Gründung der Kultusministerkonferenz mit vor und vertrat Schleswig-Holstein in deren Hochschulausschluss, dessen Vorsitz er einige Jahre innehatte. Er beteiligte sich maßgeblich an der Neugründung des DAAD, in dem er nach Gründung das Amt des stellvertretenden Vorsitzenden übernahm.
Fehling engagierte sich ebenfalls an der Neugründung der Deutschen Forschungsgemeinschaft und saß bis zum Ruhestand in deren Kuratorium und Hauptausschuss. Er beriet das Gründungskomitee der FU Berlin. In diesem Zusammenhang versuchte der Berliner Bürgermeister Ernst Reuter erfolglos, Fehling dauerhaft für eine Arbeit in Berlin zu verpflichten. Als Gründungsmitglied gehörte er Fulbright-Kommission an.
Die Kultusministerkonferenz und das Auswärtige Amt entsandten Fehling als Fachmann für Auslandsangelegenheiten in viele internationale Gremien. Fehling besuchte drei europäische Rektorenkonferenzen und gehörte einer gemischten Kommission für das deutsch-norwegische Kulturabkommen an. In Äthiopien beriet er als Kommissionsmitglied bei der Gründung einer Universität und reiste zweimal mit einer Delegation nach Moskau, um über das deutsch-sowjetische Kulturabkommen zu verhandeln. Außerdem arbeitete er in mehreren Ausschüssen des Europarates mit, die auf sein Engagement hin Beratungen über die internationale Vergleichbarkeit akademischer Grade begannen.

## Ruhestand
Im Ruhestand übernahm Fehling zahlreiche Ehrenämter. Er wollte seine Memoiren und über das System seines Vorbilds Friedrich Althoff schreiben, was er aufgrund dieser Verpflichtungen jedoch nicht mehr realisieren konnte.
Fehling beabsichtigte, seine grundsätzlichen Einstellungen zur Hochschul- und Wissenschaftspolitik darzustellen, in der seiner Meinung nach Wilhelm von Humboldts „Idee der Universität“ zurückgenommen werden sollten. Außerdem wollte er auf die aus seiner Sicht wichtige Bedeutung außeruniversitärer Forschungseinrichtungen und die Bedeutung der Freiheit der Wissenschaft und die Grenzen der Autonomie von Hochschulen hinweisen. Hinzu kamen seine Ansichten über die Notwendigkeit von Spannungen zwischen Hochschulen und Staat, die fruchtbare Ergebnisse hinsichtlich der Verantwortung dem Steuerzahler gegenüber lieferten. Zudem wollte er die Stellung von Nichtordinarien, insbesondere im Bereich der akademischen Selbstverwaltung, verbessern.
Zu einigen wesentlichen Punkten dieser Themenbereiche referierte Fehling vor einem Freundeskreis auf Sylt. Danach starb er auf der Insel im September 1964.
Fehling war verheiratet mit Anna Margarete Bahr (* 8. Dezember 1898 in Zehlendorf), mit der er zwei Söhne und zwei Töchter hatte.

## Persönlichkeit
Fehling galt als Persönlichkeit mit einem besonders geprägten Charakter, der äußerst zuverlässig und aufopfernd leistungsbereit war. Diese Eigenschaften waren auf seine Zeit beim Wandervogel und dem Militär zurückzuführen. Hinzu kam die langjährige Arbeit unter dem von ihm sehr hochgeschätzten Schmitt-Ott und dessen Hinweise auf Friedrich Althoff.
Fehling galt nicht immer als bequemer Mitarbeiter und Gesprächspartner. Er war jedoch äußerst sachkundig, sodass viele dies sogar als „erdrückend“ empfanden. Hinzu kam sein Pflichtbewusstsein, dem er schonungslos nachkam. Aus diesen Gründen erfuhr er nicht nur formalen Respekt, sondern Hochachtung. Er nahm sich jedes vorgebrachten Anliegens hilfsbereit an. Bei Diskussionen in größerer Runde gab er sich zurückhaltend und kommentierte gelegentlich bissig oder humorvoll. Bei entscheidenden Fragen gab er seine Zurückhaltung jedoch auf und griff temperamentvoll ein. Dabei wusste er, dass er alleine aufgrund seiner Anwesenheit Einfluss auf Entscheidungen hatte.

## Schriften
- Karl Schapper und die Anfänge der Arbeiterbewegung bis zur Revolution von 1848: Ein Beitrag zur Geschichte des Handwerkerkommunismus. Rostock, Phil. Diss., 1922
- Die Vereinigten Staaten von Amerika: Land und Menschen unter dem Sternenbanner. Deutsche Buch-Gemeinschaft 1933

## Auszeichnungen
- Während des Ersten Weltkriegs erhielt Fehling das Eiserne Kreuz I. und II. Klasse.
- Während des Zweiten Weltkriegs bekam er die Wiederholungsspangen des Eisernen Kreuzes I. und II. Klasse, das Deutsche Kreuz in Gold und die Ostmedaille.
- 1951 erhielt er die Universitätsmedaille.
- 1961 bekam er das Große Bundesverdienstkreuz.
- Die Medizinische Fakultät der Universität Kiel verlieh ihm nach einem Beschluss vom 20. Juli 1964 die Ehrendoktorwürde.